# Премия имени В. И. Векслера
Премия имени В. И. Векслера — научная награда Российской академии наук. Присуждается Отделением физических наук (ОФН) РАН за выдающиеся работы в области физики ускорителей.
Премия названа в честь академика В. И. Векслера, присуждается раз в три года.

## Лауреаты премии
- 1991 (медаль) — А. Н. Скринский — за цикл работ по ускорительной физике
- 1994 — А. Н. Лебедев — за совокупность работ в области физики и техники ускорителей
- 1997 — А. М. Балдин — за цикл работ «Создание и развитие дубненского ускорительного комплекса Синхрофазотрон-Нуклотрон; разработка и осуществление программы физических исследований по релятивистской ядерной физике»
- 2000 — В. В. Владимирский — за выдающиеся работы по физике ускорителей
- 2003 — Г. Н. Кулипанов — за цикл работ «Разработка и создание специализированных источников синхротронного излучения»
- 2006 — А. С. Белов, А. Н. Зеленский — за цикл работ «Создание высокоинтенсивных источников поляризированных ионов для ускорителей»
- 2009 — Н. Н. Алексеев, Д. Г. Кошкарёв, Б. Ю. Шарков — за цикл работ «Создание системы перезарядной инжекции и исследование процессов при нелиувиллевском накоплении интенсивных пучков тяжёлых ионов на ускорителе-накопителе ИТЭФ-ТВН»
- 2012 — Ю. М. Шатунов, И. А. Кооп, Е. А. Переведенцев — за цикл работ «Установка с круглыми встречными электрон-позитронными пучками для прецизионного измерения адронных сечений в области энергий до 2 ГэВ»
- 2015 — Л. В. Кравчук, В. В. Парамонов — за цикл работ «Исследование, разработка, сооружение и запуск ускоряющих структур»
- 2018 — С. В. Иванов, О. П. Лебедев — за серию работ «Разработка и внедрение метода стохастического медленного вывода пучка в синхротроне У-70»
- 2021 — А. В. Фещенко, С. А. Гаврилов, В. А. Гайдаш — за цикл работ «Разработка и создание нового класса устройств диагностики структуры сгустков пучка в линейных ускорителях ионов»
- 2024 — А. В. Бутенко, А. О. Сидорин, Г. В. Трубников — за цикл работ «Многофункциональный комплекс ускорителей тяжелых ионов — инжектор коллайдера NICA»